# Эдит и я
Эдит и я (серб. Едит и ја) — первый сербский полнометражный анимационный фильм, предназначенный для подростковой и взрослой аудитории. Автор сценария и режиссёр Алекса Гаич. Это сиквел к комиксам Гаича в жанре научной фантастики. Фильм вышел в прокат в Сербии 28 сентября 2009 года, длится 103 минуты. В мультфильме использовалась частично компьютерная анимация. Был лицензирован также на территории США и Германии.

## Сюжет
2074 год. Сербия, Белград. В городе мчатся летающие машины, а люди в свободное время развлекаются в виртуальных мирах. Главная героиня, студентка Эдит Стефанович из неблагополучной семьи 6 раз проваливает экзамен. Найдя выход, она покупает микрочип, который повышает работоспособность мозга, что позволяет ленивому студенту всего за день выучить всю учебную программу и сдать её на отлично. Однако это запрещено законом как жульничество, к тому же данная вещь прежде всего разрушает работоспособность мозга. Поэтому чип можно купить только на чёрном рынке. Чипы достаются откуда угодно, поэтому нет гарантии, что он может работать правильно или не навредит человеку. Эдит вживляет чип и сдаёт экзамен с высшим баллом. Одновременно девушка посещает за деньги Сербскую лабораторию и пытается сблизиться с парнем-аутистом, а профессор Дориевич решает показать Эдит секретную лабораторию. С ней начинают происходить странные вещи. Сначала у Эдит мелькают странные воображения, а в критических ситуациях её тело начинает двигаться само по себе. Потом девушка начала страдать острой нехваткой железа в организме, и ей приходилось принимать «железные таблетки» как наркотик, чтобы не было ломки. Эдит удаляет чип из своего тела, надеясь, что всё это пройдёт, но ничего к лучшему не изменилось. Выясняется, что чип Эдит был украден из военной научной лаборатории. По непонятным обстоятельствам у девушки появился опасный паразит, который начал размножаться и эволюционировать в металлическое существо, расти, захватывая нервную систему Эдит. В это время директор университета специально занижает оценку Эдит, и та в отместку начинает приставать к нему, сфотографировав его тайно, чтобы выложить фотографии в интернете. Развивался быстро и разум молодого существа, черпая знания из Эдит о человеческой сущности и окружающем мире, позже оно осознало само себя и приобрело интеллект, значительно превосходящий человеческий и решило войти в контакт с Эдит, подчинив её органы чувств. Девушка начала его «видеть» в форме воображаемого человека-привидения с белыми волосами. Он был миролюбиво настроен, и объяснил, что вовсе не желает зла Эдит, так как не может подсознательно контролировать своё развитие, как ребёнок не контролирует свой рост. Девушка назвала его «Эдди». Он рассказывал ей мораль и смысл жизни и поступков, мог предсказывать недалёкое будущее, а также убивал вирусы и инородные тела в теле девушки, тем самым создав искусственный симбиоз. Об Эдит узнаёт научная лаборатория Белграда и решает изучить существо внутри неё. Однако Абель, парень-аутист, предсказывает, что Эдит погибнет во время опытов и та сбегает. За девушкой начинается погоня. Эдди продолжает расти внутри тела Эдит, и в её организме начинается иммунная реакция на «паразита». Девушка начинает медленно умирать. Мать прогоняет её, решив, что Эдит стала наркоманкой. Девушка бродит по городу, падает в гору мусора и впадает в кому. Во сне Эдди приходит к Эдит и объясняет, что теперь может контролировать и иммунную систему, но к сожалению уже слишком поздно, а также он сумел разгадать «абсолютную» формулу и сможет покинуть этот мир. Для того, чтобы Эдит жила, Эдди освобождает её тело от себя и умирает (вероятно уходит в параллельную реальность), превратившись в груду железа.

## Отсылки к сербской культуре
- В фильме полицейские используют машины модели Zastava Yugo, которые широко используются в Сербии сегодня. В мультфильме они антигравитационные.
- У Эдит до начала главных событий были роботы-зверюшки с внешностью зайца и медведя, что является отсылкой к сербскому юмору о данных животных.
- Дед Эдит рассказывает Бояну про своё участие в Бульдозерной революции, в ходе которой был свергнут Слободан Милошевич.
- Во многих сценах можно узнать пейзажи Белграда[1].

## Озвучивали
- Игорь Бугарски — Абель
- Татьяна Джорджевич — Санья
- Никола Джурицко — Боян
- Небойша Глоговац — Эдди
- Мария Каран — Брони
- Санда Кнежевич — Эдит Стефанович
- Питер Кинг — Санта
- Срджан Милетич — Сергей
- Борис Миливоевич — Джон Ву
- Елизавета Саблич — Ккева
- Срджан Тодорович — Травы
- Власта Велисавлевич — Профессор Дориевич